# Zygopetalum reginae
Zygopetalum reginae är en orkidéart som beskrevs av Guido Frederico João Pabst. Zygopetalum reginae ingår i släktet Zygopetalum och familjen orkidéer. Inga underarter finns listade i Catalogue of Life.